# 1-broompropaan
1-broompropaan of n-propylbromide is een organische broomverbinding uit de groep van broomalkanen. Het is een isomeer van 2-broompropaan of isopropylbromide.

## Synthese
1-broompropaan wordt bereid door de omzetting van 1-propanol met waterstofbromide. Dit kan onder meer gebeuren met geconcentreerd zwavelzuur als katalysator.

## Toepassing
1-broompropaan wordt gebruikt in oplossingen om wassen, oliën en vetten te verwijderen van metalen, elektronische printplaten en andere oppervlakken; het is hiervoor een alternatief voor de ozonafbrekende stoffen CFC-113 (trichloortrifluorethaan) en 1,1,1-trichloorethaan.

## Toxicologie en veiligheid
1-broompropaan is een vluchtige, brandbare vloeistof met een sterke geur. Ze is weinig oplosbaar in water. Ze heeft een laag ozonafbrekend vermogen van 0,02 tot 0,10. Bij verhitting ontleedt ze en komt er waterstofbromide vrij.